# Beni Mouhli
Beni Mouhli è un comune dell'Algeria, situato nella provincia di Sétif.